# Municipio de Elk (condado de Warren)
El municipio de Elk (en inglés: Elk Township) es un municipio ubicado en el condado de Warren en el estado estadounidense de Pensilvania. En el año 2000 tenía una población de 551 habitantes y una densidad poblacional de 5 personas por km².

## Geografía
El municipio de Elk se encuentra ubicado en las coordenadas 41°57′00″N 78°57′59″O / 41.95000, -78.96639.

## Demografía
Según la Oficina del Censo en 2000 los ingresos medios por hogar en la localidad eran de $45,179 y los ingresos medios por familia eran $48,125. Los hombres tenían unos ingresos medios de $35,313 frente a los $21,806 para las mujeres. La renta per cápita para la localidad era de $20,592. Alrededor del 2,0% de la población estaban por debajo del umbral de pobreza.